# Каролат-Шёнайх, Карл
Граф Карл Вильгельм Готлоб фон Каролат-Шёнайх (нем. Carl Gottlob von Carolath-Schönaich) — католический церковный деятель, иезуит.
Был рукоположён в священники в 1784 году в Трире. По сообщению И. К. Петри, был направлен викарием в Санкт-Петербург от коллегиума иезуитов в Могилёве. В январе 1786 года прибыл в Ревель (ныне Таллин) и провёл в этом исключительно лютеранском городе первое за 240 лет католическое богослужение; полгода спустя вновь появился в Ревеле, приобрёл здесь дом и объявил его домашней церковью, проведя 5 июля первую мессу. Вплоть до 1790 года с этой же целью неоднократно посещал Ревель. Разрешение Каролату совершить католическое богослужение в церкви Ревельского Вышгородского госпиталя вызвало протест лютеранского дворянства, породивший длительную переписку с консисторией. Позднее Каролат-Шёнайх вернулся в Могилёв и служил в кафедральном соборе.
В 1786 году опубликовал отдельным изданием «Речь о бессмертии христиан» (нем. Rede von der Unsterblichkeit des Christen), произнесённую на развалинах монастыря Святой Бригитты близ Ревеля и сообщавшую об этом монастыре ряд подробностей.